# MSC Zoe
MSC Zoe (insieme a MSC Oscar e MSC Oliver ) è una delle più grandi navi portacontainer del mondo. È la terza di una serie di nuove navi portacontainer costruite da MSC, dopo MSC Oscar e MSC Oliver.
MSC Zoe prende il nome dalla nipote di quattro anni di Gianluigi Aponte, presidente e amministratore delegato della Mediterranean Shipping Company (MSC).
MSC Zoe è stata costruita da Daewoo in Corea del Sud per 140 milioni di dollari.

## Caratteristiche
Alla lunghezza di 395 metri, Zoe ha un pescaggio di 16 metri. Ha una capacità di 19 224 TEU e una portata lorda di 199 272 tonnellate.
Il motore principale della nave è un Diesel MAN B&W 11S90ME-C a due tempi, che raggiunge un'altezza di 15,5 m (51 ft), una lunghezza di 25 m (82 ft)     e una larghezza di 11 m (36 ft). Il motore sviluppa una potenza di 62,5 MW (83 800 hp) a 82,2 giri/min e di 56,25 MW (75 430 hp) a 79,4 giri/min.

## Perdita di container in mare

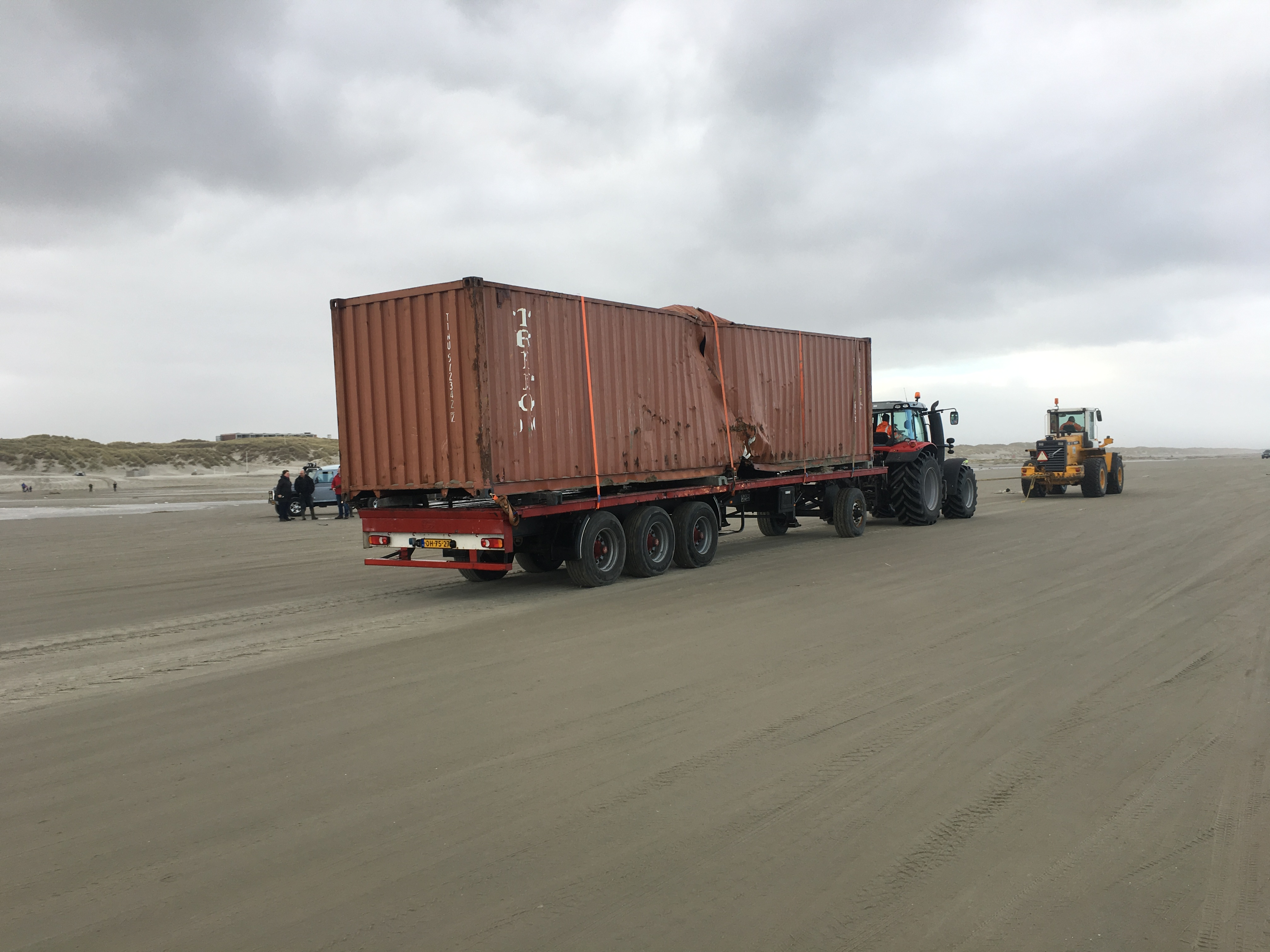
Container recuperato sulla spiaggia di Terschelling

Il 1º gennaio 2019, dalla nave, almeno 345 container sono caduti in acqua, nel Mare del Nord . Circa 200 container si persero a nord dell'isola di Terschelling, i restanti container a nord di Borkum. 19 container e il loro contenuto - compresi perossidi organici, giocattoli per bambini, scarpe, borse, cuscini, sedie, televisori e imballaggi in plastica - sono stati ritrovati a terra sulle isole olandesi di Vlieland, Terschelling, Ameland e Schiermonnikoog e l'isola tedesca Borkum nel mare di Wadden, una riserva protetta della biosfera dell'UNESCO. Il Consiglio di sicurezza olandese ha avviato un'indagine sul caso.

## Navi gemelle
- MSC Oscar
- MSC Oliver[12][13]
- MSC Maya[14]
- MSC Sveva[15]